# 2024年イラン大統領選挙
2024年イラン大統領選挙（2024ねんイランだいとうりょうせんきょ、ペルシア語: انتخابات ریاست جمهوری 2024 ایران）は、2024年6月28日および7月5日にイランで行われた大統領の選挙（第14期）である。

## 概要
2024年5月19日、イラン大統領のエブラーヒーム・ライースィーはイランとアゼルバイジャンの国境を訪問、アゼルバイジャン大統領のイルハム・アリエフとともにギズ・ガラシ貯水池の水力発電施設の落成式を行った。首都テヘランへの帰路で、ライースィーと関係者・乗員7人を乗せたヘリコプターは、東アーザルバーイジャーン州ヴァルザガーン郡ウージー村の近くで墜落した。その日遅く、ヘリコプターの残骸が発見され。搭乗していた全員が遺体で発見された。これにより、憲法第131条に基づき、モハンマド・モフベル第一副大統領が大統領代行となり、近日中に大統領選挙が行われることとなった。

## 選挙データ

### 大統領
- 選挙前：モハンマド・モフベル（大統領代行）[注 1]
  - 与党：
- 選挙後：マスウード・ペゼシュキヤーン（第14代）
  - 与党：無所属

### 投票日
- 第1回投票：2024年6月28日
- 第2回投票：2024年7月5日

### 選挙制度
- 二回投票制

第1回投票で過半数を獲得した候補が当選となるが、過半数を獲得した候補がいなかった場合には上位2名による決選投票が行われる。

#### 投票方法
秘密投票、単記投票、自書式、1票制

#### 選挙権
満18歳以上のイラン国民

#### 被選挙権
満26歳以上満75歳以下のイラン国民

#### 有権者数
61,452,321

## 選挙活動
イランの大統領選挙は、立候補を届け出た者のうち監督者評議会の審査を通った者が立候補を認められる。立候補の届け出期間は5月30日から6月3日で、80人が立候補を届け出た。
監督者評議会の審査の結果が6月9日に発表され、以下の6名が立候補を認められた。改革派で立候補を認められたのはマスウード・ペゼシュキヤーンのみであり、保守派ではアリー・ラーリージャーニー元国会議長やマフムード・アフマディーネジャード元大統領などが審査を通らなかった。
- モスタファー・プールモハンマディー 元司法大臣。
- サイード・ジャリーリー 元国家安全保障最高評議会書記。
- モハンマド・バーゲル・ガーリーバーフ 国会議長、元テヘラン市長
- アリーレザー・ザーカーニー テヘラン市長
- アミールホセイン・ガーズィーザーデ・ハーシェミー 副大統領
- マスウード・ペゼシュキヤーン 国会議員、元保健・医療教育大臣。

選挙運動期間において、アミールホセイン・ガーズィーザーデ・ハーシェミーが6月26日に、アリーレザー・ザーカーニーが6月27日に、選挙戦からの撤退を表明し、選挙は4人によって争われる事になった。

### 候補者
| 所属党派 派閥 | 無所属 改革派                                 | 無所属 保守派                                 | 進歩と正義 保守派                         | 闘うウラマー協会 保守派            |
| 候補者        | マスウード・ペゼシュキヤーン                  | サイード・ジャリーリー                        | モハンマド・バーゲル・ガーリーバーフ      | モスタファー・プールモハンマディー |
| ------------- | --------------------------------------------- | --------------------------------------------- | ----------------------------------------- | ---------------------------------- |
| 候補者        |                                               |                                               |                                           |                                    |
| 経歴          | イラン・イスラーム議会議員 元保健・医療教育相 | 公益判別会議議員 元国家安全保障最高評議会書記 | イラン・イスラーム議会議長 元テヘラン市長 | 元司法相                           |
| 出身地        | 西アーザルバーイジャーン州 マハーバード       | ラザヴィー・ホラーサーン州 マシュハド         | ラザヴィー・ホラーサーン州 トルガベ       | ゴム州ゴム                         |

## 選挙結果
6月28日に第1回投票が行われ、投票率は39.93％と低調であった。
当選に必要となる過半数の票を獲得した候補がいなかったため、上位2名による決選投票が7月5日に行われる事となった。
7月5日の決選投票の結果は以下の通りで、マスウード・ペゼシュキヤーンが当選した。

### 候補者別得票数
| 候補者                       | 候補者                               | 所属党派           | 政治集団           | 第1回      | 第1回  | 第2回      | 第2回  |
| 候補者                       | 候補者                               | 所属党派           | 政治集団           | 得票数     | 得票率 | 得票数     | 得票率 |
| ---------------------------- | ------------------------------------ | ------------------ | ------------------ | ---------- | ------ | ---------- | ------ |
|                              | マスウード・ペゼシュキヤーン         | 無所属             | 改革派             | 10,415,991 | 44.36% | 16,384,403 | 54.76% |
|                              | サイード・ジャリーリー               | 無所属             | 保守派             | 9,473,298  | 40.35% | 13,538,179 | 45.24% |
|                              | モハンマド・バーゲル・ガーリーバーフ | 進歩と正義         | 保守派             | 3,383,340  | 14.41% |            |        |
|                              | モスタファー・プールモハンマディー   | 闘うウラマー協会   | 保守派             | 206,397    | 0.88%  |            |        |
| 総計                         | 総計                                 | 総計               | 総計               | 23,479,026 | 100.0% | 29,922,582 | 100.0% |
| 有効票数（有効率）           | 有効票数（有効率）                   | 有効票数（有効率） | 有効票数（有効率） | 23,479,026 | 95.70% | 29,922,582 | 98.01% |
| 無効票数（無効率）           | 無効票数（無効率）                   | 無効票数（無効率） | 無効票数（無効率） | 1,056,159  | 4.30%  | 607,575    | 1.99%  |
| 投票総数（投票率）           | 投票総数（投票率）                   | 投票総数（投票率） | 投票総数（投票率） | 24,535,185 | 39.93% | 30,530,157 | 49.68% |
| 棄権者数（棄権率）           | 棄権者数（棄権率）                   | 棄権者数（棄権率） | 棄権者数（棄権率） | 36,917,136 | 60.07% | 30,922,164 | 50.32% |
| 有権者数                     | 有権者数                             | 有権者数           | 有権者数           | 61,452,321 | 100.0% | 61,452,321 | 100.0% |
| ISNA, IranIntl, Tejarat News |                                      |                    |                    |            |        |            |        |